# Russell Olson
Russell A. Olson (* 19. Februar 1924 in Chicago, Illinois; † 14. April 2010 in Holmes Beach, Florida) war ein US-amerikanischer Politiker. Zwischen 1979 und 1983 war er Vizegouverneur des Bundesstaates Wisconsin.

## Werdegang
Russell Olson besuchte die öffentlichen Schulen seiner Heimat. Danach studierte er zwei Jahre lang an der University of Illinois. Während des Zweiten Weltkrieges diente er im United States Marine Corps. Danach betrieb er eine Farm im Kenosha County in Wisconsin. Gleichzeitig schlug er als Mitglied der Republikanischen Partei eine politische Laufbahn ein. Zwischen 1961 und 1964 sowie nochmals von 1967 bis 1978 saß er als Abgeordneter in der Wisconsin State Assembly.
1978 wurde Olson an der Seite von Lee S. Dreyfus zum Vizegouverneur von Wisconsin gewählt. Dieses Amt bekleidete er zwischen 1979 und 1983. Dabei war er Stellvertreter des Gouverneurs. In dieser Zeit wurde die Staatsverfassung dahingehend geändert, dass der Vizegouverneur nicht mehr gleichzeitig Präsident des Staatssenats ist. Nach seiner Zeit als Vizegouverneur arbeitete Olson für das US-Verkehrsministerium. Nach seiner Pensionierung zog er nach Florida, wo er seinen Lebensabend verbrachte. Er starb am 14. April 2010 im dortigen Holmes Beach.